# Gnathia eumeces
Gnathia eumeces är en kräftdjursart som beskrevs av Kensley, Schotte och Poore. 2009. Gnathia eumeces ingår i släktet Gnathia och familjen Gnathiidae. Inga underarter finns listade i Catalogue of Life.